# Luvia Lazo
Luvia Lazo (Teotitlán del Valle, Oaxaca, 1990) es una fotógrafa zapoteca mexicana.
Ganó el premio Indigenous Photograph 2021 en el festival Photoville en Nueva York y en 2024 fue galardonada con el Leica Women Foto Project. 
Ha presentado su trabajo en México, Estados Unidos, España, entre otros y ha sido parte de publicaciones en Vogue México, Latinoamérica y Estados Unidos, The New Yorker, Hotbook y Pipe Wrench Magazine.

## Biografía
La artista estudió idiomas en la Universidad Autónoma Benito Juárez de Oaxaca y su primer acercamiento a la fotografía fue fotografiando a sus abuelos; posteriormente, participó en talleres en el Centro de las Artes de San Agustín y el Centro Fotográfico Manuel Álvarez Bravo, ambos en Oaxaca. Durante 2020 fue beneficiaria de la beca de Jóvenes Creadores del Fondo Nacional para las Culturas y las Artes.

## Estilo artístico
La artista menciona que su objetivo es trabajar desde lo real:
Mi proyecto tiene que ver con desaparecer, con la pérdida, con el duelo, mi abuelo. No tiene nada que ver con representar, eso es algo que me causa conflicto, esas voces que existen y que dicen que tenemos que hablar de nuestra gente o de nuestra cultura. Yo no me siento representante zapoteca, simplemente cuento mis historias. 

### Influencias
- Sara Naomi Lewkowics con quien trabajó en un proyecto de National Geographic.[8]
- Flor Garduño
- Yael Martínez
- Gabriel Figuero
- Luis Buñuel

## Obra
Mujeres de las nubes es una colección de fotografías que busca mostrar que mostrar a las mujeres como mujeres; con sueños, tristezas, alegrías, rituales y actos cotidianos.
Kanitlow, es una colección de retratos tomados a gente de su comunidad, cuyas caras permanecen ocultas tras ramos de flores, utensilios o porque dan la espalda a la cámara. El nombre de la obra lleva se traduce del zapoteco como perdiendo rostro y hace referencia a cuando su abuelo le contó que estaba perdiendo la vista de un ojo.

## Premios y reconocimientos
- En 2021 ganó el premio Indigenous Photograph en Photoville.[3]
- En 2024 fue galardonada con el Leica Women Foto Project.[4]